# 三分春色
三分春色（英語：SPRINO TEA）是2019年起源於臺灣高雄市的手搖飲料品牌，截至2025年1月底全台灣目前有89家門市，現在門市主要在高雄，目前門市從宜蘭到台東皆有。
。